# Kristen Maloney
Kristen Maloney (Nueva Jersey, 10 de marzo de 1981) es una gimnasta artística estadounidense, medallista de bronce olímpica en 2000 en el concurso por equipos.

## 2000
En las Olimpiadas de Sídney gana la medalla de bronce en el concurso por equipos, por detrás de Rumania (oro) y Rusia (plata), siendo sus colegas de equipo: Jamie Dantzscher, Dominique Dawes, Amy Chow, Elise Ray y Tasha Schwikert.